# Schachweltmeisterschaft der Frauen 1937 (Semmering)

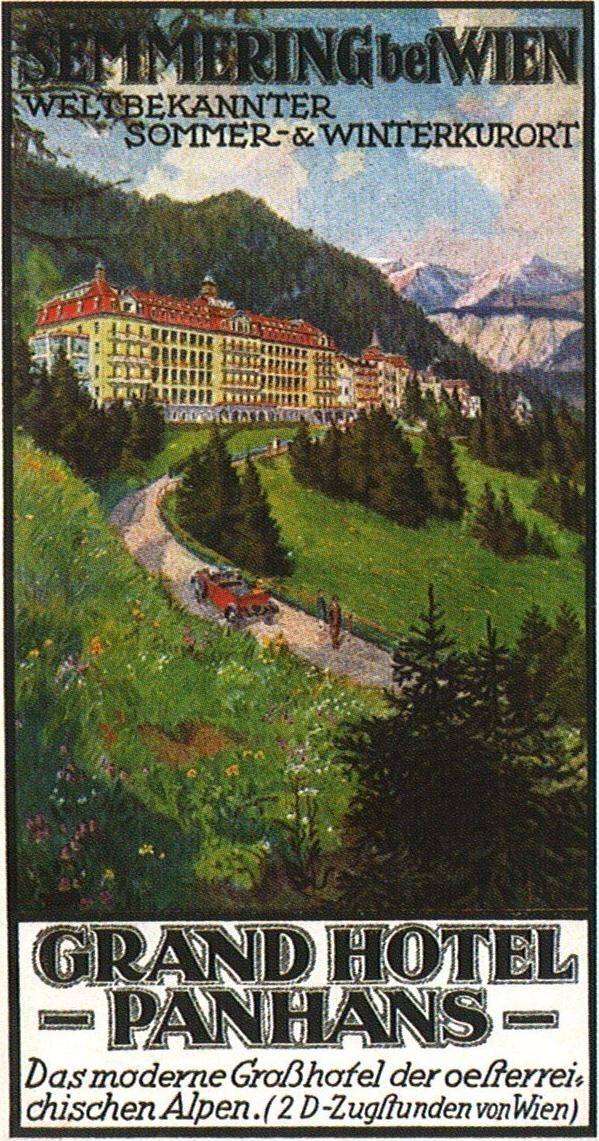
Austragungsort: Grand Hotel Panhans in Niederösterreich (Bild aus einem Prospekt 1920)

Das Duell um die Schachweltmeisterschaft der Frauen 1937 war ein von den Kontrahentinnen privat organisierter, aber vom Weltschachbund anerkannter Zweikampf um den Titel der Schachweltmeisterin zwischen der in London lebenden tschechoslowakischen Titelverteidigerin Vera Menchik und der deutschen Herausforderin Sonja Graf. Er wurde vom 26. Juni bis 16. Juli im Grand Hotel Panhans auf dem Semmering ausgetragen, nur wenige Wochen vor dem Turnier um die Schachweltmeisterschaft der Frauen in Stockholm.
Menchik hatte bereits 1934 einen Zweikampf gegen Graf gespielt, der später fälschlich als Weltmeisterschaft bezeichnet wurde. Damals gewann Menchik mit drei Siegen und einer Niederlage ohne Unentschieden.
Unter der Leitung von Rudolf Spielmann bereitete sich Sonja Graf mindestens seit Februar 1937 in Wien auf den Zweikampf vor und nahm „als besondere Attraktion“ auch am Siegfried-Reginald-Wolf-Jubiläumsturnier ab dem 22. Februar teil.

## Verlauf
Den Zweikampf gewann Vera Menchik deutlich mit 11,5:4,5 Punkten. Während Sonja Graf in den Weißpartien 4:4 spielte, darunter zwei Siege gegen Menchik, war das Ergebnis in den Schwarzpartien 0,5:7,5, weshalb die Wiener Schachzeitung Menchik eine bessere Kenntnis der Eröffnungstheorie bescheinigte. Graf habe Talent und Ursprünglichkeit bewiesen, jedoch fehle es ihr an Ausdauer. Menchik wurde attestiert, durch ihre Spielstärke als einzige Frau auch für die männlichen Schachmeister gefährlich zu sein.
|         | 1 | 2 | 3 | 4 | 5 | 6 | 7 | 8 | 9 | 10 | 11 | 12 | 13 | 14 | 15 | 16 | Siege | Punkte |
| ------- | - | - | - | - | - | - | - | - | - | -- | -- | -- | -- | -- | -- | -- | ----- | ------ |
| Menchik | ½ | 1 | ½ | 1 | 1 | 1 | 0 | 1 | ½ | 1  | 0  | 1  | 1  | 1  | ½  | ½  | 9     | 11½    |
| Graf    | ½ | 0 | ½ | 0 | 0 | 0 | 1 | 0 | ½ | 0  | 1  | 0  | 0  | 0  | ½  | ½  | 2     | 4½     |